# Крупки (станция)
Кру́пки (бел. Крупкі) — железнодорожная станция Минского отделения Белорусской железной дороги на линии Минск — Орша. Расположена в посёлке Крупский и в 6 километрах юго-западнее одноимённого города — административного центра Крупского района Минской области.

## История

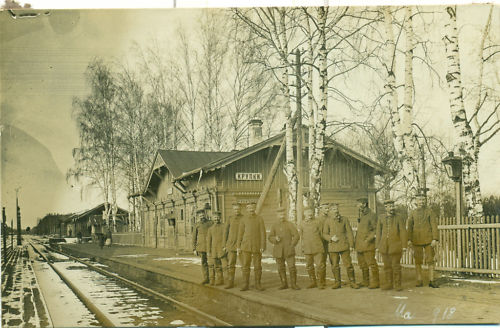
Железнодорожная станция (1918)

Строительство станции началось в конце 1860-х годов, которая была введена в эксплуатацию вместе с железнодорожным участком Смоленск — Брест Московско-Брестской железной дороги (с 1912 года — Александровской) в ноябре 1871 года. В 1877—1879 годах на железнодорожной линии появились вторые пути. 1 июля 1896 года Московско-Брестская железная дорога, а вместе с ней и железнодорожная станция были выкуплены государством. В конце XIX века при станции возник посёлок Крупский, где в 1885 году проживали 90 жителей, насчитывалось 9 дворов. В 1906 году насчитывалось 55 дворов, 322 жителя; в 1917 году — 35 дворов, 344 жителя.
Во время Великой Отечественной войны с 1 июля 1941 по 28 июня 1944 года станция была оккупирована немецко-фашистскими захватчиками, которые убили 54 мирных жителя, включая работников станции. В пристанционном посёлке размещался немецкий гарнизон и действовала подпольная группа. 
В 1935—1953 годах станция являлась частью Западной железной дороги, затем в составе Минской железной дороги и в конце концов вошла в состав Белорусской железной дороги. В 1981 году станция была электрифицирована переменным током (~25 кВ) в составе участка Борисов — Орша-Центральная.

## Инфраструктура
На железнодорожной станции расположены шесть путей, в том числе один тупиковый. От станции имеются небольшие ответвления к предприятиям ГЛХУ «Крупский военный лесхоз», ГЛХУ «Крупский лесхоз» и ОАО «Крупский райагросервис». На станции осуществляются приём и выдача грузов, допускаемых к хранению на открытых площадках (§ 1), крытых складах (§ 4) и путях необщего пользования (§ 3). Основными товарами, загружаемыми и выгружаемыми на станции являются лесные грузы, стройматериалы, минеральные удобрения, техника и оборудования.
Для обслуживания пассажиров имеются две платформы прямой формы, имеющие длину по 290 метров каждая, платформа в сторону Минска — береговая, вторая платформа — островная. Пересечение железнодорожных путей осуществляется по трём наземным пешеходным переходам, оснащёнными предупреждающими плакатами. Небольшое здание пассажирского вокзала с залом ожидания и билетной кассой (работает круглосуточно) расположено на платформе в направлении Минска.

## Пассажирское движение
На станцию ежедневно совершают остановку электропоезда региональных линий эконом-класса (пригородные электрички), бизнес-класса, а также поезда дальнего следования, представленные межрегиональными и международными линиями. Две пары пригородных электричек ежедневно оборачиваются на станции и следуют обратно в Минск (до станций Минск-Пассажирский и Минск-Восточный), ещё несколько пар поездов совершают остановку на станции и следуют до станции Орша-Центральная (6 пар). Время в пути до Орши составляет 1 час 36 минут, до Борисова — 36 минут, до станции Минск-Пассажирский — 2 часа 12 минут.
Поезда дальнего следования следуют до областных центров Беларуси и в некоторые российские города (Москва, Санкт-Петербург и др.).
| Вид перевозок   | Пункт назначения              |
| --------------- | ----------------------------- |
| Региональные    | Минск, Орша                   |
| Межрегиональные | Брест, Витебск, Гродно, Минск |
| Международные   | Москва, Мурманск              |